# It's a Sin
«It's a Sin» (‘Es un pecado’ en español) es una canción grabada, interpretada, y escrita por el dúo de synthpop inglés Pet Shop Boys. Es considerada una canción clásica de la década de los 80, sobretodo en Europa, donde fue uno de los sencillos más vendidos del año en 1987, siendo una de las obras más populares y exitosas del grupo.
Fue escrita inicialmente por el vocalista, Neil Tennant en 1982, y posteriormente grabada como demo, bajo la producción de Bobby Orlando en 1984. Tras desvincularse con Orlando por diferencias profesionales, el dúo tenía la idea de sacar la canción para su primer álbum de estudio Please de 1986, pero terminaron posponiendo su lanzamiento, dejándolo así para su segundo álbum Actually.
Para su creación, se utilizaron sintetizadores Fairlight CMI, Emulator II y Yamaha DX7, además de cajas de ritmo LinnDrum que sirvieron para procesar secuencias MIDI.

## Historia
Compuesto por Chris Lowe y Neil Tennant con letra de este último, «It's a Sin» fue el sencillo principal del segundo álbum de estudio del dúo, Actually. 
La producción estuvo a cargo de Stephen Hague, cuyo aporte con el dúo era mutuo desde el éxito de West End Girls un año antes, además de Julian Mendelsohn, que se encargó de gran parte de la remezcla de los acordes originales que Lowe había tocado en un primera demo con Bobby Orlando.
Con una duración de 5 minutos, Pet Shop Boys lanzó el sencillo en junio de 1987, convirtiéndose en la pista principal de su álbum y un éxito masivo en toda Europa, logrando alcanzar el número 1 en múltiples países, obteniendo 4 certificaciones de ventas, en Finlandia, España, Suecia, y la más destacada, en su natal Reino Unido, donde mantuvieron el número 1 durante 3 semanas, convirtiéndose en el segundo número 1 de la banda y consiguiendo una certificación de plata.
Por su parte, del otro lado del mundo, a pesar de no haber tenido tanto éxito como en el viejo continente, también se consolidaron con un puesto 9 en el Billboard Hot 100, y un puesto 8 en las listas de Canadá.

## Temática
Tennant declaró en una entrevista que escribió la letra purgando sus emociones en un momento de enojo, aunque nunca pensó que fuera algo demasiado serio. En ella, evoca algunas impresiones que sacó de su estancia en la escuela secundaria católica St Cuthbert's de Newcastle upon Tyne. «At school they taught me how to be / So pure in thought and word and deed / They didn't quite succeed», dice la letra (trad. «En la escuela me enseñaron cómo ser / puro de pensamiento, palabra y obra / no tuvieron mucho éxito»). Y añade que terminó con la sensación de que todo cuanto había hecho o se propusiera hacer era pecado.

«People took it really seriously; the song was written in about 15 minutes, and was intended as a camp joke and it wasn’t something I consciously took very seriously. Sometimes I wonder if there was more to it then I thought at the time. But the local parish priest in Newcastle delivered a sermon on it, and reflected on how the Church changed from the promise of a ghastly hell to the message of love.» (Neil Tennant)
«La gente se lo tomó realmente en serio; la letra fue escrita en unos 15 minutos, y trataba de ser una "broma de campamento", no fue algo que conscientemente me tomara yo demasiado en serio. A veces me pregunto si había algo más que eso en mi mente en aquél momento. Pero el párroco de Newcastle pronunció un sermón sobre ello, reflexionando sobre cómo la Iglesia había cambiado pasando desde la amenaza con un infierno terrible hacia el mensaje de amor»

Al final de la canción, Tennant recita una parte del Confiteor, y se incluyen pistas de sonidos grabados en lugares como la Catedral de Westminster. En el videoclip se echó mano de imágenes religiosas para reforzar la sensación de la canción.    
El estilo de producción dramático y exagerado de la canción, cargado de sintetizadores, orquesta y respaldado por una muestra no secuencial de una cuenta regresiva de la NASA, ha llegado a ejemplificar los extremos más teatrales del estilo musical de Pet Shop Boys. Sigue siendo un elemento básico del concierto, siendo una de las dos únicas canciones (junto con «West End Girls») que se ha escuchado en todos los conciertos de Pet Shop Boys.

## Producción
Mendelsohn fue el principal encargado de producir el tema, acompañado de la asistencia de Stephen Hague y de la supervisión del dúo.
Para poder crear el ambiente eclesiástico de la letra, se echó mano del sintetizador Fairlight CMI, ayudando a procesar un sonido de trueno sintético mediante muestras digitales, además de muchos otros efectos dramáticos, incluyendo sonidos de campanas y cuerdas.
Para darle más efecto a lo anterior, se utilizó también el sintetizador Emulator II para añadir efecto coral en muchas partes, dando la impresión de estar en un lugar grande como una Iglesia.
Los acordes principales tocados por Chris Lowe por primera vez en su demo de 1984, fueron hechos con un Yamaha DX7, que fue conservado en la versión final, pero con más consistencia rítmica.

## Controversia con Jonathan King
En el momento del lanzamiento del sencillo, el DJ británico Jonathan King acusó a los Pet Shop Boys de plagiar la melodía de «It's a Sin» del éxito de 1971 de Cat Stevens "Wild World". Hizo las afirmaciones en el periódico The Sun, para el cual escribió una columna regular durante la década de 1980. King llegó al extremo de lanzar su propia versión de "Wild World" como sencillo, usando un arreglo musical similar a «It's a Sin» (aunque de una calidad claramente inferior), en un esfuerzo por demostrar sus afirmaciones. Este sencillo fracasó, pero Pet Shop Boys demandaron a King, ganando en un acuerdo extrajudicial, cuyo importe donaron a organizaciones benéficas.

## Otras grabaciones
En 2004, la banda participó en Passport Back to the Bars, una serie de conciertos benéficos para recaudar fondos para Shelter y War Child, ambientados en varios lugares de Barfly. Su espectáculo en el Camden Town Barfly (17 de marzo de 2004) fue considerado como el primero sin músicos de respaldo; incluyó un nuevo arreglo de «It's a Sin», que luego se grabaría en el estudio. 

## Covers
- Gamma Ray  versionó la canción para su álbum de 1999 Power Plant.

- La banda estadounidense de pop punk queer Pansy Division la versionó en su álbum de 2016, Quite Contrary.

- La banda de rock sueca  Ghost lanzó una versión de la canción en las ediciones de lujo de su álbum de 2018, Prequelle.
- Jonathan Davis, el cantante de Korn versionó la canción para la banda sonora de la serie de televisión Paradise City.[8]be.com/watch?v=H0Tl2wh8amM |title=JONATHAN DAVIS - It's A Sin (Paradise City Soundtrack) |date=2021-07-22 |last=SUMERIAN |access-date=2025-02-28 |via=YouTube}}</ref>

## Vídeo musical
Dirigido por Derek Jarman, el video «It's a Sin» marcó la primera de varias colaboraciones del director experimental con la banda. Extendió los temas líricos de la canción al mostrar a Tennant condenado por un tribunal inquisitorial con Lowe como su carcelero y Ron Moody en el papel de su juez, intercalado con breves fragmentos de personificaciones de los siete pecados capitales.
Tennant posteriormente confesó que el video de la canción iba a ser más crudo de lo que terminó siendo, debido a que tenía la idea de que al final del videoclip, él mismo sería metido a una hoguera y Lowe encendería el fuego de esta; para la realización de esto, se tenía la idea de usar una efigie de Neil cuando esté dentro del fuego, mientras le sale sangre ficticia; sin embargo el grupo se arrepintió de esta idea, debido a que pensaban que sería muy arriesgado por las múltiples polémicas por parte de la Iglesia y porque no querían que no apareciera en los programas que ponían los videos musicales en la TV.

## Listas de éxitos y ventas
| Lista (1987)                      | Posición más alta |
| --------------------------------- | ----------------- |
| Australian ARIA Singles Chart     | 10                |
| Austrian Singles Chart            | 1                 |
| Canada RPM Top Singles            | 8                 |
| Danish Singles Chart              | 1                 |
| Finland (Suomen virallinen lista) | 1                 |
| French SNEP Singles Chart         | 12                |
| German Singles Chart              | 1                 |
| Irish Singles Chart               | 1                 |
| Israel Singles Chart              | 1                 |
| Italian Singles Chart             | 1                 |
| New Zealand Singles Chart         | 8                 |
| Norwegian Singles Chart           | 1                 |
| Polish Singles Chart              | 1                 |
| South Africa (Springbok Radio)    | 1                 |
| Spain (AFYVE)                     | 1                 |
| Swedish Singles Chart             | 1                 |
| UK Singles Chart                  | 1                 |
| US Billboard Hot 100              | 9                 |
| US Billboard Hot Dance Club Play  | 3                 |

| Listas (1987)                   | Ranking |
| ------------------------------- | ------- |
| Australia                       | 50      |
| Austrian Singles Chart          | 4       |
| Canada                          | 57      |
| Netherlands                     | 39      |
| Polish Singles Chart            | 3       |
| South Africa (Springbok Radio)  | 18      |
| Swedish Singles Chart           | 5       |
| UK                              | 8       |
| US (Joel Whitburn's Pop Annual) | 100     |

| País           | Certificación | Fecha                    | Ventas  |
| -------------- | ------------- | ------------------------ | ------- |
| Austria        | Gold          | 21 de septiembre de 1990 | 15,000  |
| Finland        |               |                          | 6,311   |
| Spain          | Gold          | 1987                     | 25,000  |
| Sweden         | Platinum      | 10 de noviembre de 1987  | 50,000  |
| United Kingdom | Silver        | 1 de diciembre de 1987   | 200,000 |